# Lista per Fiume
La Lista per Fiume (Lista za Rijeku in croato o RI) è un partito politico regionale fiumano di carattere liberale, autonomista e progressista.
I principali ideali del partito sono: l'identità fiumana, l'autonomia, l'antifascismo, l'anticomunismo, il multiculturalismo, il localpatriottismo, l'ecologia, la multireligiosità, il secolarismo ed il cosmopolitismo.

## Obiettivi
L'obiettivo principale della Lista per Fiume è di raggiungere un maggior sviluppo dell'amministrazione locale e regionale tramite l'indirizzamento del 70% dei ricavi fiscali statali negli enti locali.
Il secondo obiettivo è la creazione di una regione croata chiamata Liburnia (Dall'Istria a Zara) la quale avrebbe un alto grado di autonomia e con Fiume come capoluogo.
La Lista per Fiume inoltre combatte per una maggior presenza delle minoranze a Fiume: in particolare quella italiana ed ungherese (circa il 20-30 % dei membri di partito sono Italiani o di origine italiana, la stragrande maggioranza parla o capisce bene l'italiano).

## Storia
Verso la fine dell'anno 2004, un gruppo di fiumani fondò l'organizzazione virtuale Stato Libero di Fiume con l'idea di riunire i fiumani a Fiume e nel mondo sulle tradizioni dell'identità fiumana.
Nel 2006 l'organizzazione cambia il proprio nome in "Stato Libero di Fiume" e fonda la Lista per Fiume (Lista za Rijeku in croato), con 107 membri fondatori.
Fino ad oggi, la Lista per Fiume ha partecipato a quattro elezioni:
- Elezioni delle comunità locali della città di Fiume;
- Elezioni parlamentari croate in rappresentanza delle minoranze italiane in Croazia, presentando come candidato presidente Lucio Slama;
- Elezioni amministrative del maggio del 2009 raggiungendo (in coalizione con il partito Azione giovani) il risultato del 5,88% a livello cittadino (con 2.684 voti) e del 6,96% a livello regionale (con 8.570 voti).
- Elezioni amministrative del maggio del 2013 raggiungendo (indipendentemente) il risultato del 5,84% a livello cittadino

## Struttura
I principali corpi amministrativi del partito sono: il presidente, la presidenza (costituita da nove membri), il consiglio supremo (costituito da 36 membri) e le varie filiali a livello territoriale.

## Attività internazionale ed europea
La Lista per Fiume è un membro del partito politico europeo "Alleanza Libera Europea".